# Hugh Carthy
Hugh Carthy (Sheffield, Inglaterra, 9 de julho de 1994) é um ciclista profissional britânico que actualmente corre para a equipa EF Education First Pro Cycling Team.

## Palmarés
2014
- Tour da Coreia, mais 1 etapa

2016
- Volta as Astúrias, mais 1 etapa

## Resultados nas Grandes Voltas e Campeonatos do Mundo
| Carreira           | 2013 | 2014 | 2015 | 2016 | 2017 | 2018 |
| ------------------ | ---- | ---- | ---- | ---- | ---- | ---- |
| Giro d'Italia      | -    | -    | -    | -    | 92º  | 77º  |
| Tour de France     | -    | -    | -    | -    | -    | -    |
| Volta a Espanha    | -    | -    | -    | 125º | -    | -    |
| Mundial em Estrada | -    | -    | -    | -    | -    | 66º  |

-: não participa

Ab.: abandono

## Equipas
- Rapha Condor JLT (2013-2014)
- Caja Rural-Seguros RGA (2015-2016)
- Cannondale/EF (2017-)
  - Cannondale-Drapac Pro Cycling Team (2017)
  - EF Education First-Drapac (2018)
  - EF Education First Pro Cycling Team (2019)